# Fadern (1969)
Fadern är en svensk dramafilm från 1969 med regi och manus av Alf Sjöberg. Filmens förlaga är August Strindbergs pjäs Fadren från 1887 och i rollerna ses bland andra Georg Rydeberg, Gunnel Lindblom och Lena Nyman.

## Om filmen
Fadern spelades in mellan den 2 oktober 1968 och 9 januari 1969 i Europafilms studio i Sundbyberg samt vid Armémuseum, båda platserna belägna i Stockholm. Fotograf var Lasse Björne, kompositör Torbjörn Iwan Lundquist och klippare Wic' Kjellin. Filmen premiärvisades den 6 oktober 1969 på biograferna Röda Kvarn och Vågen i Stockholm. Den var 99 minuter lång, i färg och tillåten från 15 år.

## Handling
Ryttmästaren och hans svåger pastorn diskuterar huruvida adjutanten Nöjds är far eller inte till ett barn som en av pigorna väntar.

## Rollista
- Georg Rydeberg – Adolf, ryttmästare
- Gunnel Lindblom – Laura, hans hustru
- Lena Nyman – Bertha, deras dotter
- Sif Ruud – Margaret, amma
- Jan-Olof Strandberg – Doktor Östermark
- Tord Stål	– Jonas, kyrkoherde, Lauras bror
- Axel Düberg – Nöjd, adjutant
- Aino Taube – Lauras mor
- Helena Brodin – uppasserskan
- Yvonne Lundeqvist	– pigan Emma
- Bo Hollsten – kalfaktorn/Lauras far
- Olle Björling – en dräng
- Karin "Lickå" Sjöman – lillpigan
- Einy Eriksson	kokerskan
- Pontus Gustafsson	– Jonas som ung
- Pia Andersson	– Laura som ung

### Fotnoter
1. 1 2 3  ”Fadern”. Svensk Filmdatabas. http://sfi.se/sv/svensk-filmdatabas/Item/?itemid=4833&type=MOVIE&iv=Basic&ref=/templates/SwedishFilmSearchResult.aspx?id%3d1225%26epslanguage%3dsv%26searchword%3dfadern%26type%3dMovieTitle%26match%3dBegin%26page%3d1%26prom%3dFalse. Läst 6 april 2013.